# Jorge van Balen
Jorge van Balen (n. 23 de abril de 1954) es un químico y exnadador venezolano. Compitió en los 100 metros libres masculinos en los Juegos Olímpicos de Múnich 1972.

## Educación
Se licenció como ingeniería química en la Universidad Simón Bolívar de Caracas y obtuvo un máster en ciencias de la alimentación en la Universidad de California. Como investigador científico desarrolló una industria frutícola y vinícola en condiciones tropicales y más tarde se convirtió en director de un laboratorio científico.

## Trayectoria
Compitió en los 100 metros libres masculinos en los Juegos Olímpicos de Múnich 1972, donde obtuvo un tiempo de 57:20 en la 7ª serie. También coordinó un programa de natación para niños con necesidades especiales y fue miembro de la junta de la Asociación de Síndrome de Down de Miami.